# Bai Yang
Bai Yang (en chino simplificado, 白杨; Pekín, China, 4 de marzo de 1920-Shanghái, China, 18 de septiembre de 1996) fue una actriz de cine y teatro china, principalmente activa desde la década de 1930 hasta la década de 1950, durante este periodo fue una de las estrellas de cine más populares del país. Fue considerada la más destacada de las «cuatro grandes actrices» de China. Grupo que engloba también a Qin Yi, Shu Xiuwen y Zhang Ruifang. Sus películas más famosas incluyen Encrucijada (1937), El río de la primavera fluye hacia el este (1947), Ocho mil li bajo las nubes y la luna (1947) y Sacrificio de año nuevo (1955).

## Biografía

### Infancia y juventud
Bai Yang nació el 4 de marzo de 1920 en el seno de una familia acomodada en Pekín, China, su nombre de nacimiento era Yang Chengfang. Bai era la menor de cuatro hijos. Su hermana mayor era Yang Mo, una novelista. Sus padres murieron cuando ella apenas tenía 11 años.
Su debut cinematográfico fue un papel secundario en la película muda Canción triste de un palacio viejo (Gugong Xinyuan) del director Hou Yao y producida por Lianhua Film Company. Se convirtió en actriz de teatro durante algunos años, actuando en obras de Tian Han y Hong Shen, así como en obras extranjeras de Oscar Wilde y Eugene O'Neill.

### Guerra chino-japonesa
En 1936, se unió a Mingxing Film Company en Shanghái, donde le dieron el papel principal en la película Encrucijada de Shen Xiling de 1937, junto a Zhao Dan, el conocido como «Príncipe del cine chino». La película fue un gran éxito y Bai Yang, cuya actuación recibió elogios de la crítica, se hizo muy popular y los medios la compararon con Greta Garbo.
La segunda guerra sino-japonesa estalló poco después y la mayoría de los estudios de cine radicados en Shanghái fueron destruidos en la batalla de Shanghái. Con la caída de Shanghái, después de tres meses de sangrientos combates, Bai Yang se retiró a Chongqing, la capital china en tiempos de guerra. Durante los ocho años de guerra, protagonizó solo tres películas, entre ellas Children of China (dir. Shen Xiling) y Youthful China o Youth of China (dir. Sun Yu), todas de naturaleza patriótica. Además, actuó en más de cuarenta obras de teatro, también principalmente patrióticas. Durante este periodo era considerada la más destacada de las «Cuatro grandes actrices», por delante de sus compañeras Qin Yi, Shu Xiuwen y Zhang Ruifang.

### Posguerra

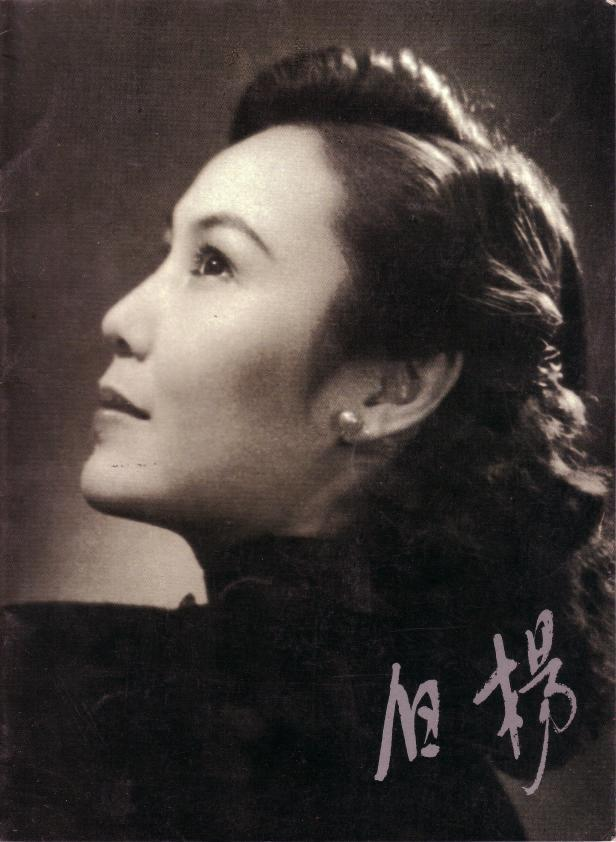
Bai Yang c. 1945

Después del final de la guerra, regresó a Shanghái y protagonizó sus dos películas más famosas: Ocho mil li bajo las nubes y la luna (dirigida por Shi Dongshan) y El río de la primavera fluye hacia el este (dirigida por Cai Chusheng y Zheng Junli), ambas películas trataban sobre el trauma de la guerra. Su actuación en esta última, en la que interpretó a una trabajadora de una fábrica abandonada por su esposo patriota que se convierte en dueño de la fábrica, fue considerada un hito en su carrera. La película rompió todos los récords chinos y ha sido considerada como Lo que el viento se llevó de China. También protagonizó Las penas de una novia (1948) de Shi Dongshan y Lágrimas de montañas y ríos (1949) de Wu Zuguang.

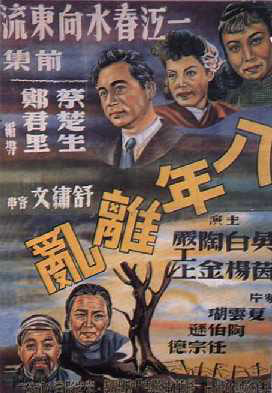
Cartel de la película El río de la primavera fluye hacia el este (1947), la interpretación más famosa de Bai Yang.

Debido a sus contribuciones al cine de tendencia izquierdista, fue invitada a la Puerta de Tiananmén para asistir a la ceremonia de fundación de la República Popular China el 1 de octubre de 1949. Posteriormente se convirtió en empleada del Shanghai Film Studio y vicepresidenta de la Asociación de Cineastas de China. Durante esta época protagonizó varias películas más, sobre todo la película Sacrificio de año nuevo del director Sang Hu de 1955, basada en el cuento homónimo de Lu Xun. La película fue un gran éxito y ganó el Premio Especial del Festival Internacional de Cine de Karlovy Vary de 1957 en Checoslovaquia. En 1957, las encuestas realizadas por dos periódicos importantes la clasificaron como la actriz de cine más popular de China.
La carrera cinematográfica de Bai Yang terminó abruptamente por la agitación causada por la Revolución Cultural, durante la cual fue perseguida y encarcelada durante cinco años, aunque no sufrió daños físicos como fue el caso de muchos de sus colegas. Después de su rehabilitación en la década de 1970, interpretó el papel de Soong Ching-ling en un drama televisivo de 1989 que celebra la vida de la viuda del padre fundador de la China moderna. Ese mismo año, fue votada como la número uno de las diez estrellas de cine más populares de los primeros cuarenta años de la República Popular China. En 1990, se llevó a cabo una gran ceremonia para celebrar los 60 años de carrera de Bai Yang.

## Vida personal
Bai se casó con Jiang Junchao, un director de cine, y tuvieron dos hijos. Su hija Jiang Xiaozhen también se convirtió en directora de cine.
Bai Yang murió el 18 de septiembre de 1996 en Shanghái a los 76 años de edad y está enterrada en el cementerio Binhai Guyuan en Shanghái.

## Filmografía selecta
- Encrucijada (1937), donde interpreta el papel de Miss Yang, una estudiante universitaria en Shanghái que trabaja como técnica en una fábrica de algodón.[7]
- Lágrimas del Yang-Tse (1947) (también conocida como El río de la primavera fluye hacia el este) - Sufen.[8]
- Ocho mil li bajo las nubes y la luna (1947) - Jiang Lingyu.[9]
- Dongmei (1960) - Li Dongmei.[10]